# 灰鼠蛇
灰鼠蛇（學名：Ptyas korros），在廣州、香港俗稱過樹榕，大陸叫做灰鼠蛇、黃梢蛇，是游蛇科鼠蛇屬的一種無毒蛇，廣泛分佈於印度、泰國、越南和印尼等國。在中國見於華南諸省。

## 特徵
灰鼠蛇為大型蛇類，體常可達2米，身體為深褐色，幼體時身上會有許多花紋，長大後便會消失。

## 習性
爬行速度快，以鼠類為食，也會捕食其他蛇類。多棲息在河岸草生地、山區、溪流等環境

## 保护
本种的野外种群于2023年被收录入《有重要生态、科学、社会价值的陆生野生动物名录》。